# コッレ・ウンベルト
コッレ・ウンベルト（伊: Colle Umberto）は、イタリア共和国ヴェネト州トレヴィーゾ県にある、人口約5,100人の基礎自治体（コムーネ）。

## 地理

### 位置・広がり

#### 隣接コムーネ
隣接するコムーネは以下の通り。
- カッペッラ・マッジョーレ
- コネリアーノ
- コルディニャーノ
- ゴーデガ・ディ・サントゥルバーノ
- サン・フィオール
- ヴィットーリオ・ヴェーネト

### 気候分類・地震分類
気候分類では、zona E, 2659 GGに分類される。
また、イタリアの地震リスク階級 (it) では、zona 2 (sismicità media) に分類される。

## 姉妹都市
- La Balme-de-Sillingy、フランス 1984年
- San Lawrenz、マルタ 2005年

## 出身著名人
- オッタビオ・ボテッキア （自転車ロードレース選手）